# Liste d'élections en 1854
Chronologie des élections
- 1850
- 1851
- 1852
- 1853
- 1854
- 1855
- 1856
- 1857
- 1858

Cet article recense les élections organisées durant l'année 1854.

## Élections nationales en 1854
| Date                          | État                            | Élection ou référendum                    | Contexte | Résultat |
| ----------------------------- | ------------------------------- | ----------------------------------------- | -------- | --- |
| 11 février                    | Salvador                        | Présidentielle (en)                       |          | Cette section est vide, insuffisamment détaillée ou incomplète. Votre aide est la bienvenue ! Comment faire ? |
| 12 mars                       | Uruguay                         | Présidentielle (es)                       |          | Cette section est vide, insuffisamment détaillée ou incomplète. Votre aide est la bienvenue ! Comment faire ? |
| 29 mars                       | Maryland (république africaine) | Référendum constitutionnel (en)           |          | Cette section est vide, insuffisamment détaillée ou incomplète. Votre aide est la bienvenue ! Comment faire ? |
| 15 mai                        | Orange                          | Présidentielle (nl)                       |          | Cette section est vide, insuffisamment détaillée ou incomplète. Votre aide est la bienvenue ! Comment faire ? |
| 13 juin                       | Belgique                        | Législatives (nl)                         |          | Cette section est vide, insuffisamment détaillée ou incomplète. Votre aide est la bienvenue ! Comment faire ? |
| 14 juin                       | Luxembourg                      | Législatives                              |          | Cette section est vide, insuffisamment détaillée ou incomplète. Votre aide est la bienvenue ! Comment faire ? |
| 3 août                        | Équateur                        | Vice-présidentielle (es)                  |          | Cette section est vide, insuffisamment détaillée ou incomplète. Votre aide est la bienvenue ! Comment faire ? |
| octobre                       | Argentine                       | Sénatoriales (es)                         |          | Cette section est vide, insuffisamment détaillée ou incomplète. Votre aide est la bienvenue ! Comment faire ? |
| octobre                       | Venezuela                       | Présidentielle (es)                       |          | Cette section est vide, insuffisamment détaillée ou incomplète. Votre aide est la bienvenue ! Comment faire ? |
| 4 octobre                     | Espagne                         | Législatives                              |          | Cette section est vide, insuffisamment détaillée ou incomplète. Votre aide est la bienvenue ! Comment faire ? |
| 29 octobre                    | Suisse                          | Législatives                              |          | Cette section est vide, insuffisamment détaillée ou incomplète. Votre aide est la bienvenue ! Comment faire ? |
| 1er décembre                  | Mexique                         | Référendum présidentiel (en)              |          | Cette section est vide, insuffisamment détaillée ou incomplète. Votre aide est la bienvenue ! Comment faire ? |
| 4 août 1854 - 6 novembre 1855 | États-Unis                      | Législatives (chambre (en) et sénat (en)) |          | Voir l'article Liste d'élections en 1855.                                                                     |

## Élections en subdivisions nationales en 1854
Cette section concerne les élections législatives dans un État fédéré, une subdivision territoriale ou une colonie d'un État souverain, ainsi que leurs principaux référendums.
| Date            | Subdivision    | État                     | Élection ou référendum | Contexte | Résultat |
| --------------- | -------------- | ------------------------ | ---------------------- | -------- | --- |
| 1854            | Îles Féroé     | Danemark                 | Générales (en)         |          | Cette section est vide, insuffisamment détaillée ou incomplète. Votre aide est la bienvenue ! Comment faire ? |
| janvier - mai   | Colonie du Cap | Empire britannique       | Législatives (en)      |          | Cette section est vide, insuffisamment détaillée ou incomplète. Votre aide est la bienvenue ! Comment faire ? |
| avril - 8 mai   | Lippe          | Confédération germanique | Législatives (de)      |          | Cette section est vide, insuffisamment détaillée ou incomplète. Votre aide est la bienvenue ! Comment faire ? |
| 3 - 11 novembre | Malte          | Empire britannique       | Générales (en)         |          | Cette section est vide, insuffisamment détaillée ou incomplète. Votre aide est la bienvenue ! Comment faire ? |
| 1er décembre    | Danemark       | Danemark                 | Législatives (en)      |          | Cette section est vide, insuffisamment détaillée ou incomplète. Votre aide est la bienvenue ! Comment faire ? |